# Staelia thymbroides
Staelia thymbroides är en måreväxtart som först beskrevs av Carl Friedrich Philipp von Martius och Joseph Gerhard Zuccarini, och fick sitt nu gällande namn av Karl Moritz Schumann. Staelia thymbroides ingår i släktet Staelia och familjen måreväxter. Inga underarter finns listade i Catalogue of Life.